# Klemens Stock
Klemens Stock SJ (né le 12 mai 1934 à Hofen) est un exégète catholique, spécialiste du Nouveau Testament. Il a été recteur de l'Institut biblique à Rome (1990-1996) et secrétaire de la Commission biblique pontificale (2002-2014).

## Biographie
Klemens Stock a grandi à Ellwangen (Bade-Wurtemberg) et entre au noviciat de la Compagnie de Jésus à Neuhausen auf den Fildern juste après l'Abitur en 1953. Il a complété ses études philosophiques et théologiques à Feldkirch jusqu'en 1965, dans les universités jésuites de Pullach et de Francfort-Sankt Georgen. Il est ordonné prêtre à Munich le 31 juillet 1964 et prononce ses derniers vœux le 15 septembre 1970 à Mannheim.
En 1967, il est envoyé à l'Institut biblique pontifical pour y étudier l'exégèse biblique à  et y obtient son doctorat en 1974. Il y enseigne jusqu'en 2009. Pendant ces trois décennies, il a notamment été recteur de la Faculté biblique (1988-1990), puis  recteur de l’Institut (1990-1996) et secrétaire de la Commission biblique pontificale (2002-2014),. De 1978 à 1987, il a également enseigné à la faculté de théologie de l'université d'Innsbruck.
Ses principaux intérêts de recherche étaient les Évangiles et la figure de Jésus-Christ dans le Nouveau Testament.
Depuis 2015, il réside dans la communauté jésuite de l'église Saint Michel de Munich.

## Publications
- Boten  aus  den  Mit-Ihm-Sein. Das  Verhältnis  zwischen  Jesus  und  den  Zwölf  nach  Markus.  (= Analecta  Biblica  70)  Biblical  Institute Press, Rom 1975
- Jesus – die Frohe Botschaft. Meditationen zu Markus. Tyrolia-Verlag, Innsbruck 1983,  (ISBN 3-7022-1499-2).
- Jésus, la bonté de Dieu : le message de Luc, 1984 ; trad. fr. Paris, Desclée, 1992.
- Das letzte Wort hat Gott. Apokalypse als Frohbotschaft. Tyrolia-Verlag, Innsbruck 1985,  (ISBN 3-7022-1570-0).
- Jesus – Künder der Seligkeit. Betrachtungen zum Matthäus-Evangelium. Tyrolia-Verlag, Innsbruck 1986,  (ISBN 3-7022-1597-2).
- Jesus – der Sohn Gottes. Betrachtungen zum Johannesevangelium. Tyrolia-Verlag, Innsbruck 1987,  (ISBN 3-7022-1637-5).
- P. Philipp Jeningen SJ. 1642 bis 1704. Kirchengemeinde St. Vitus, Ellwangen 1988.
- Marie la mère du seigneur dans le Nouveau Testament, 1993 ; trad. fr. Paris, Parole et Silence, 2012.
- Nur einer ist euer Lehrer, Christus, nur einer ist euer Vater, der im Himmel (Mt 23,8-10). Personale Beziehungen als Fundament des Handelns nach der Bergpredigt. In: Jean-Noël Aletti, Jean Louis Ska  (Hrsg.): Biblical Exegesis in Progress. Old and New Testament Essays. Rome 2009, S. 299–333.
- Augustin Bea als Rektor des Päpstlichen Bibelinstituts und Konsultor der Päpstlichen Bibelkommission. In: Clemens Brodkorb, Dominik Burkard (Hrsg.): Der Kardinal der Einheit. Zum 50. Todestag des Jesuiten, Exegeten und Ökumenikers Augustin Bea (1881–1968). Schnell + Steiner, Regensburg 2018,  (ISBN 978-3-7954-3350-5), S. 131–148.